# 飯坂温泉

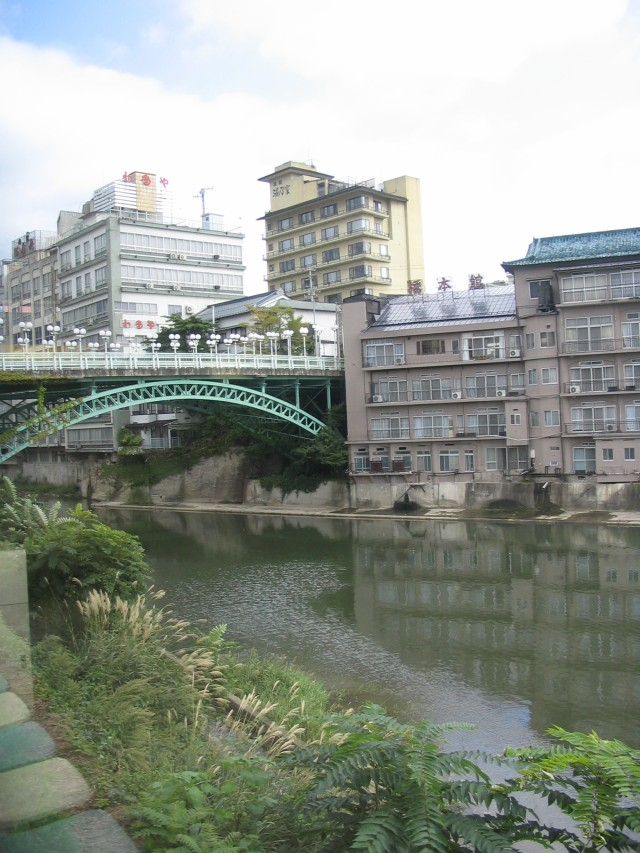
十綱橋と摺上川

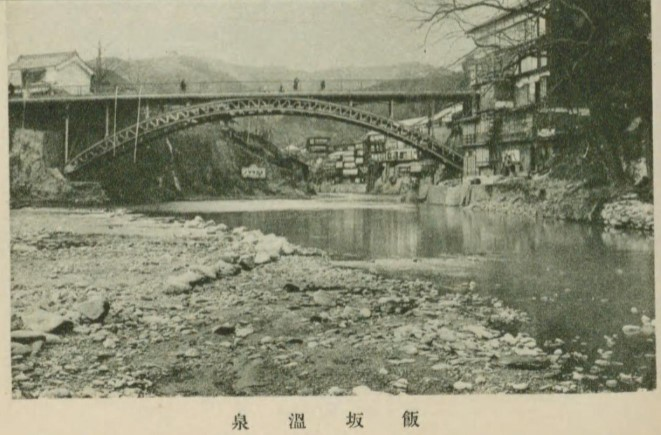
昭和8年頃の飯坂温泉

飯坂温泉（いいざかおんせん）は、福島県福島市飯坂地域（旧国：陸奥国、明治以降は岩代国）にある温泉。歴史・規模ともに日本を代表する名泉の一つである。

## 概要
福島市郊外北西の飯坂町、栗子連峰の麓に位置する温泉街。「福島の奥座敷」の異名を持つ温泉一色の街。ヤマトタケル伝説にも登場する古湯で2世紀頃からの歴史を有する。
宮城県の鳴子温泉、秋保温泉と共に奥州三名湯に数えられる。
飯坂町を流れる摺上川を挟んで60棟以上の旅館が立ち並んでいる。東北新幹線福島駅と温泉街を結ぶ飯坂電車（福島交通飯坂線）があり、公共交通機関での来訪は容易である。東北自動車道福島飯坂インターチェンジからも10分程度である。
古くから歓楽街温泉として花柳界が存在したものの、温泉情趣に則った木造旅館が多く見られた。東北自動車道の整備や東北新幹線の敷設などによって首都圏などから団体旅行客が多数流入したことによって開発や投資が進んだ。観光客数のピークは1973年で約177万人にのぼったが、2009年には約81万人と半分以下にまで減っているものの、現代の需要に合わせて日帰り浴場や足湯なども充実している。飯坂温泉街の近隣を通る福島県道5号上名倉飯坂伊達線（フルーツライン）沿いには福島を代表する観光スポットのくだもの狩りや直売所が立ち並ぶ場所が近くにあり、福島特産のモモやナシ、リンゴやサクランボと言ったくだもの全般を取り扱っている。
飯坂八幡神社例大祭の飯坂けんか祭りは福島市エリア随一の激しさの祭事であり、日本三大けんか祭りに数えられる。西根神社境内に祭られる高畑天満宮のうそかえ祭は東北・北海道地方では唯一この神社のみで行われており、うそかえ祭開催時には平日でありながら数万人、一日中行列が絶えない程の観光スポットである。

## 泉質
- 単純温泉

## 歴史
飯坂温泉は奥羽地方有数の古湯であり、古くは「鯖湖の湯」と呼ばれた。伝説によると、日本武尊の東征にまで遡るといわれ、この地で湯治したといういわれが残る。また、西行法師もこの湯を訪れ、ここで「あかずして 別れし人のすむ里は 左波子（さばこ）の見ゆる 山の彼方か」と読み、そこから「鯖湖の湯」という名が定着した。源泉は至る所に点在し、農民、庶民などに重宝されていた。
1689年（元禄2年）5月2日、江戸から下って来た松尾芭蕉と弟子の河合曾良が泊まり、翌日に発った。雨に降られた芭蕉らは、温泉に入って貧家に宿をとった。『おくのほそ道』によれば、土間に莚を敷き、囲炉裏のそばで寝たが、雨漏りがあり、蚤と蚊に悩まされ、芭蕉の持病が再発するなど散々であった。山中温泉の好印象とは対照的である。この温泉を、曾良は飯坂、芭蕉は飯塚と日記には違う字で書いた。飯塚の例は他の文書にもあるという
尤も、この頃には既に温泉地としての体裁が整ってきたものの内湯はあまり見られなく、思い思いに宿を選んで、点在する外湯で湯治を施すようなスタイルであったといわれる。尚、飯坂という地名は、1300年頃、伊達家の分家（伊達政信）が飯坂姓を名乗り、一帯を開墾したことに因む。これがいつしか飯坂村の温泉、すなわち飯坂温泉と呼ばれるようになった。伊達政信は、1300年頃、古舘に「湯山城」を築き、飯坂氏を称したとされる。そのため、摺上川べりから同城に通じる坂道は「飯坂」と呼ばれた。1300年以前の地名は、石那坂と呼ばれていたと考えられている。
飯坂温泉が、世に遍く知れ渡るようになったのは、江戸時代中期の享保年間の頃からで、各街道が整備されたことにより、周辺の庶民に加え、多くの旅人も訪れるようになった。
俳人歌人としては芭蕉の他、正岡子規や与謝野晶子らも訪れており、飯坂を詠んだ句碑等が建てられている。近世ではヘレン・ケラーが2度訪れたこともある。
戦前には、ボーリングによる源泉の乱開発によって枯渇の危機を迎えたことがあったが、その後の規制によって源泉保護が行われている。
1947年（昭和22年）8月17日に昭和天皇の戦後巡幸があり、花水館が宿泊所となった。摺上川の対岸では天皇を奉迎する提灯行列が行われた。

## 共同浴場

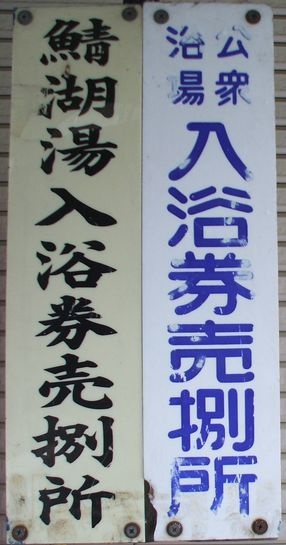
入浴券売り場の看板（現在は取扱中止）

共同浴場がいくつか存在する。そのなかでも鯖湖湯は飯坂温泉発祥の湯とされ、松尾芭蕉も浸ったとされる。日本最古の木造共同浴場であったが、1993年（平成5年）に改築された。共同浴場は以下のとおりである。
1. 鯖湖湯（さばこゆ・定休日：月曜日）
2. 十綱の湯（とつなのゆ・定休日：金曜日）
3. 仙気の湯（せんきのゆ・定休日：木曜日）
4. 導専の湯（どうせんのゆ・定休日：金曜日）
5. 大門の湯（だいもんのゆ・定休日：木曜日）
6. 八幡の湯（やはたのゆ・定休日：火曜日）
7. 天王寺穴原湯（てんのうじあなばらゆ・定休日：水曜日）
8. 波来湯（はこゆ・定休日・火曜日）

他には市営の「切湯」も存在していたが、老朽化のため、2024年11月14日をもって営業を終了した。
入浴料金
- 波来湯　大人（12歳以上）300円、子供（12歳未満）150円。
- 波来湯以外の共同浴場　大人（12歳以上）200円、子供（12歳未満）100円。

それぞれの共同浴場に設置されている自動販売機で入浴券を購入する（2009年4月までは自動販売機の設置は鯖湖湯のみで、他の共同浴場では自動販売機が設置されておらず、近くの商店やコンビニエンスストアであらかじめ入浴券を購入しなければならなかった）。

## 名所
温泉関連
- 鯖湖湯 - 日本最古の木造建築共同浴場。

邸宅
- 旧堀切邸 - 足湯がある。

美術

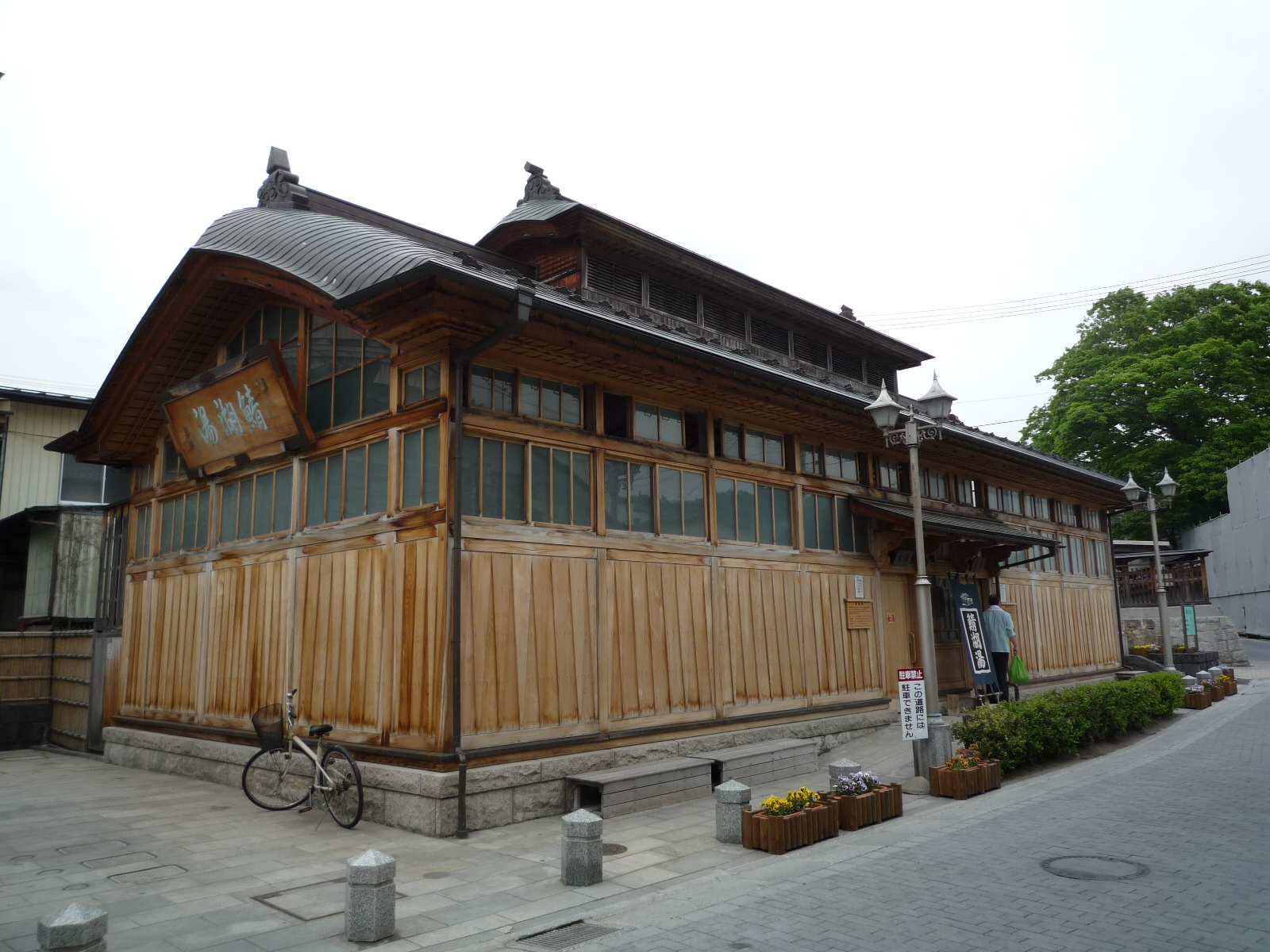
鯖湖湯

- 飯坂明治大正ガラス美術館 - 明治大正期の和ガラス3千点を展示。
- 福島片岡鶴太郎美術庭園 - 常設で陶器の作品など約70点を展示。著名人の企画展もあり。
- ギャラリー梟 - 常時4万点以上のフクロウコレクションを展示

寺社
- 医王寺
- 飯坂八幡神社 - 飯坂けんか祭り
- 西根神社（高畑天満宮） - うそかえ祭

公園
- 花ももの里 - 福島盆地全体を象徴する花である花桃の花木が80アールの敷地に咲く。

## イベント
- ハワイアンフェス - 2016年は6月18、19日開催[7]。
- ほろ酔いウォーク - 2016年は6月24、25日開催[8]。
- おと酔いウォーク - 2013年から開催されている音楽フェスティバル。毎年3月下旬・4月上旬に開催。

## 交通
- 鉄道 : 福島駅（JR東日本：東北新幹線・山形新幹線・東北本線・奥羽本線、阿武隈急行：阿武隈急行線、福島交通：飯坂線）から福島交通飯坂線に乗り、飯坂温泉駅下車。
- 車 : 東北自動車道・福島飯坂インターチェンジから国道13号・福島県道3号福島飯坂線経由で15分。

## 参考
- 旅行読売出版社刊 野口冬人著『全国温泉大事典』 ISBN 4-89752-059-2
- 河合曾良『曾良旅日記』、萩原『芭蕉おくのほそ道』、岩波文庫、1979年。
- 松尾芭蕉『おくのほそ道』、『芭蕉おくのほそ道』、岩波文庫、1979年。